# Stazione di Rivera-Bironico
La stazione di Rivera-Bironico è una fermata ferroviaria sulla ferrovia del Gottardo. Serve la località di Rivera, nel comune di Monteceneri.

## Movimento
Col cambio orario del 5 aprile 2021, la fermata è servita dai treni della linea S90 della rete celere del Canton Ticino, effettuati da TiLo.